# یواس‌اس ال‌سی‌آی (ال)-۴۴۹
یواس‌اس ال‌سی‌آی(ال)-۴۴۹ (به انگلیسی: USS LCI(L)-449) یک کشتی بود که طول آن ۱۵۸ فوت ۵٫۵ اینچ (۴۸٫۳ متر) بود. این کشتی در سال ۱۹۴۳ ساخته شد.